# Saint-Pierre och Miquelon

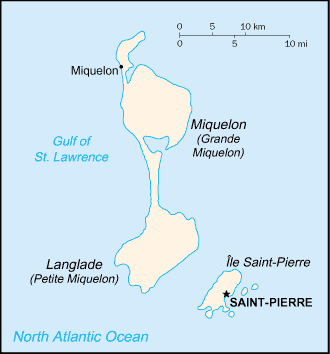
Saint-Pierre och Miquelon.

Saint-Pierre och Miquelon, på franska Saint-Pierre et Miquelon eller Saint-Pierre-et-Miquelon, är en liten ögrupp i Nordamerika som tillhör Frankrike, men som har visst självstyre. Huvudorten är Saint-Pierre.
Ögruppen ligger i Atlanten ca 25 km söder om Newfoundlands kust. De två största och enda bebodda öarna är Saint-Pierre och Miquelon. Huvudstaden Saint-Pierre ligger på ön Saint-Pierre. Några andra öar är Grand Colombier, Petit Colombier, Le Cap och Ile aux Marins. Ön Miquelon blev till på 1700-talet då tre mindre öar knöts samman genom naturligt bildade sanddyner. Dessa sanddyner har senare förstärkts av människan. Ögruppens totala area är 242 km² och antalet invånare är lite under 6 000. 
Den lokala flaggan för Saint-Pierre och Miquelon utgörs av ett blått fält med ett gult seglande skepp. I innerkanten på flaggan är det i tre mindre fält placerat flaggorna för Baskien, Bretagne och Normandie. Dessa tre flaggor representerar ursprunget för majoriteten av ögruppens invånare.
Under andra världskriget var öns styrelsemän lojala med Vichyregimen, men Charles de Gaulle sände en ubåt till öarna och tog makten. En folkomröstning organiserades och öns befolkning uttryckte med stor majoritet sitt stöd för Det Fria Frankrike. Operationen hade genomförts utan att övriga allierade hade konsulterats, vilket ledde till slitningar mellan Fria Frankrike och USA.
Det officiella språket är franska men engelska talas också. Ögruppen blev ett fullvärdigt franskt département 1976. Detta ändrades dock 1985 då den istället blev ett territorium med särskild status (collectivité territoriale à statut particulier). Den är garanterad ett begränsat självstyre från Frankrike. Saint-Pierre och Miquelon är inte medlem i EU, men använder euro som valuta. 
Saint-Pierre har också unik status som den enda plats i Nordamerika (norr om Karibien) där giljotinen någonsin använts, för en avrättning 1889, av Auguste Neel, för mord. Den figurerar också i klimaxen på den populära TV-serien Peaky Blinders 2022.

## Politik
Saint-Pierre och Miquelon består av två kommuner: Saint-Pierre och Miquelon-Langlade. Ögruppens invånare har franskt medborgarskap och rösträtt, och väljer en senator och en ledamot till Frankrikes nationalförsamling. Lokalt styre utgörs av conseil territorial med 19 medlemmar, varav 15 från Saint-Pierre och 4 från Miquelon-Langlade.

## Ekonomi
Närheten till Kanada har lett till gränstvister som löstes så sent som 1992. En ensidig inkomstkälla har också gjort att man har haft vissa ekonomiska problem. Den främsta inkomstkällan de senaste 400 åren har varit torsk- och hummerfiske. Dessutom intjänades stora pengar under förbudstiden för alkohol i USA, då öarna var en mellanstation för alkohol som smugglades till USA. Under senare år har överfiske och tvister om fiskekvoter med Kanada vållat problem för fiskenäringen. Ögruppens fiskekvoter bestäms nämligen av Kanada och inte av Frankrike. Man försöker numera bredda ekonomin genom att satsa på turism, jordbruk med mera.

## Bilder

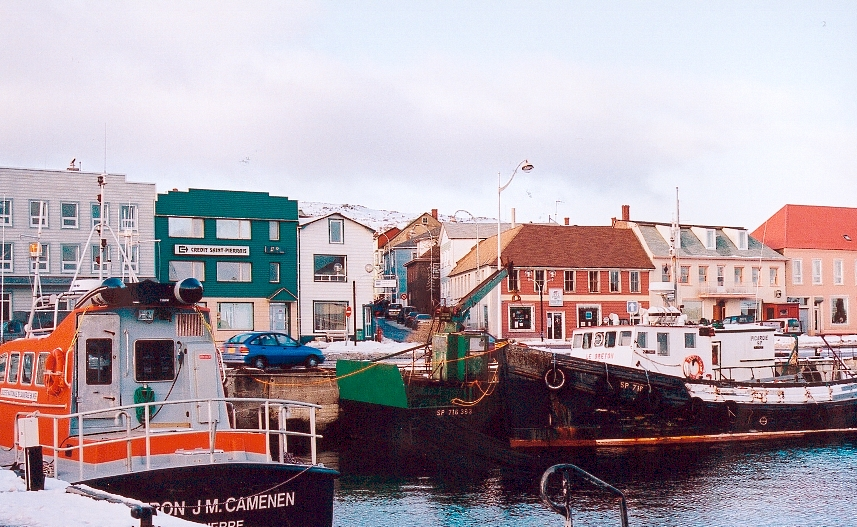
Hamn i Saint-Pierre
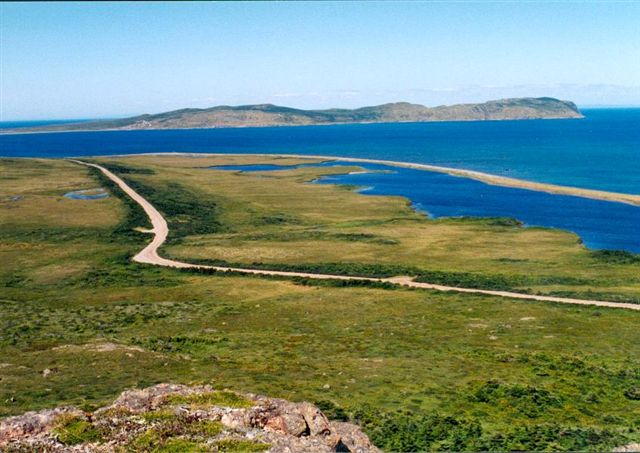
Landskap i Miquelon
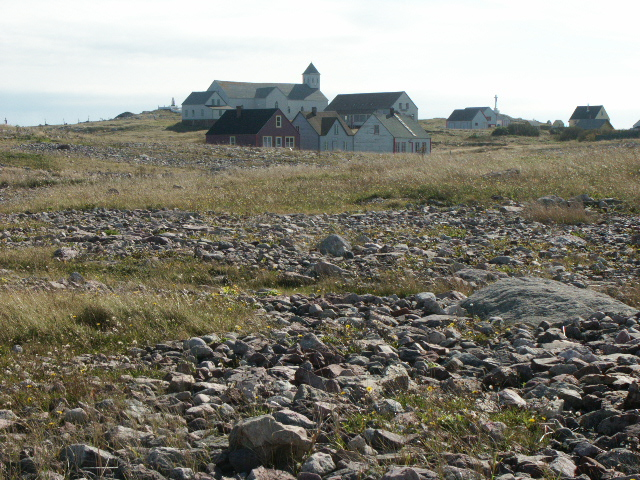
Île aux Marins
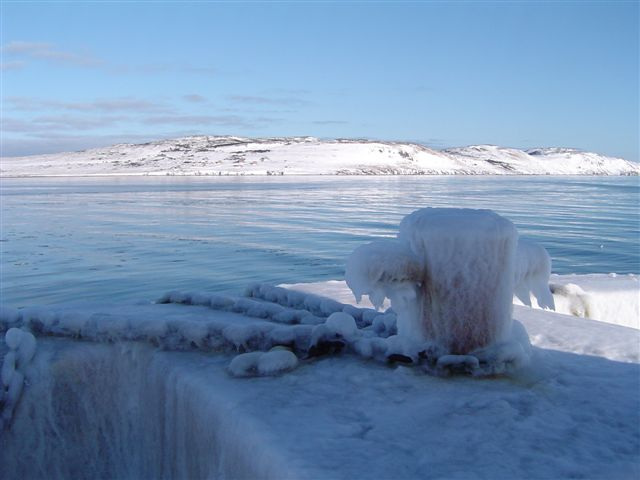
Vinter i Saint-Pierre-et-Miquelon
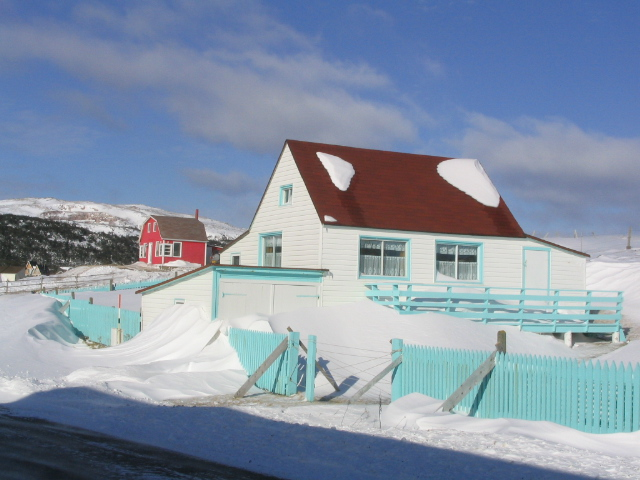
Saint-Pierre
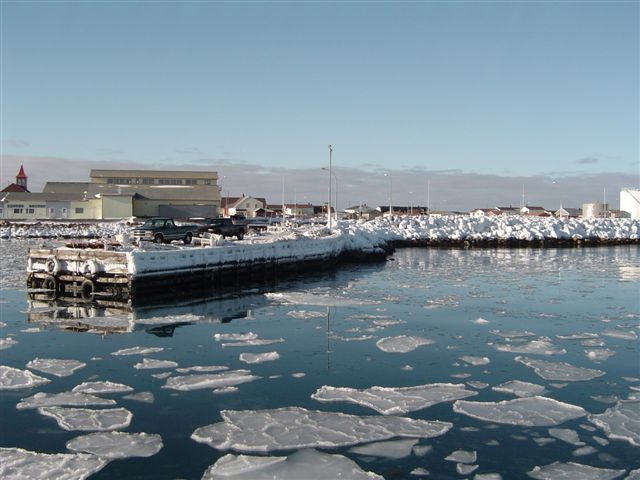
Hamn i Miquelon